# Yayladağı
Yayladağı (früher Ordu) ist eine Stadtgemeinde (Belediye) im gleichnamigen Ilçe (Landkreis) der Provinz Hatay in der türkischen Mittelmeerregion und gleichzeitig ein Stadtbezirk der 2012 gebildeten Büyükşehir belediyesi Hatay (Großstadtgemeinde/Metropolprovinz). Yayladağı ist seit der Gebietsreform ab 2013 flächen- und einwohnermäßig identisch mit dem Landkreis. Die im Stadtlogo manifestierte Jahreszahl (1936) dürfte ein Hinweis auf das Jahr der Erhebung zur Stadtgemeinde (Belediye) sein.
Der türkische Staatspräsident Erdogan kündigte am 9. Dezember 2024, kurz nach dem Zusammenbruch des Regimes des syrischen Diktators Baschar al-Assad, an, den Grenzübergang Yayladagi zu Syrien zu öffnen. Das solle eine sichere und freiwillige Rückkehr von Bürgerkriegsflüchtlingen ermöglichen.

## Geografie
Der 1939 zusammen mit der Provinz Hatay gebildete Kreis Yayladağı ist der südlichste dort. Er grenzt im Nordwesten an Samandağ, im Norden an Defne und im Nordosten an Altınözü. Im Westen bildet die schmale Küstenlinie zum Mittelmeer eine natürlich Grenze.
Yayladağı liegt an der südlichen Spitze am Mittelmeer. Der Landkreis bildet den südlichsten Teil der Türkei und grenzt an Syrien (Gouvernements Idlib und Latakia). Westlich gibt es den Grenzübergang namens Yayladağı Gümrük Kapısı.

## Verwaltung
(Bis) Ende 2012 bestand der Landkreis neben der Kreisstadt aus den drei Stadtgemeinden (Belediye: Karaköse, Kışlak und Yeditepe) sowie 33 Dörfern (Köy) in drei Bucaks, die während der Verwaltungsreform 2014 in Mahalle (Stadtviertel/Ortsteile) überführt wurden. Die drei bestehenden Mahalle der Kreisstadt blieben erhalten, während die fünf Mahalle der drei o. g. anderen Belediye vereint und zu je einem Mahalle zusammengefasst wurden. Durch Herabstufung dieser Belediye und der Dörfer zu Mahalle stieg deren Anzahl auf 47. Ihnen steht ein Muhtar als oberster Beamter vor.
Ende 2020 lebten durchschnittlich 785 Menschen in jedem Mahalle, 5.270. Einw. im bevölkerungsreichsten (Tutlubahçe Mah.).

## Bevölkerung
Die linke Tabelle zeigt die Ergebnisse der Volkszählungen, die E-Books der Originaldokumente entnommen wurden. Diese können nach Suchdateneingabe von der Bibliotheksseite des TÜIK heruntergeladen werden.
Die rechte Tabelle zeigt die Bevölkerungsfortschreibung des Kreises/Stadtbezirks Yayladağı und den ländlichen Bevölkerungsanteil (in Prozent). Die Daten wurden durch Abfrage über das MEDAS-System des Türkischen Statistikinstituts TÜIK nach Auswahl des Jahres und der Region ermittelt.

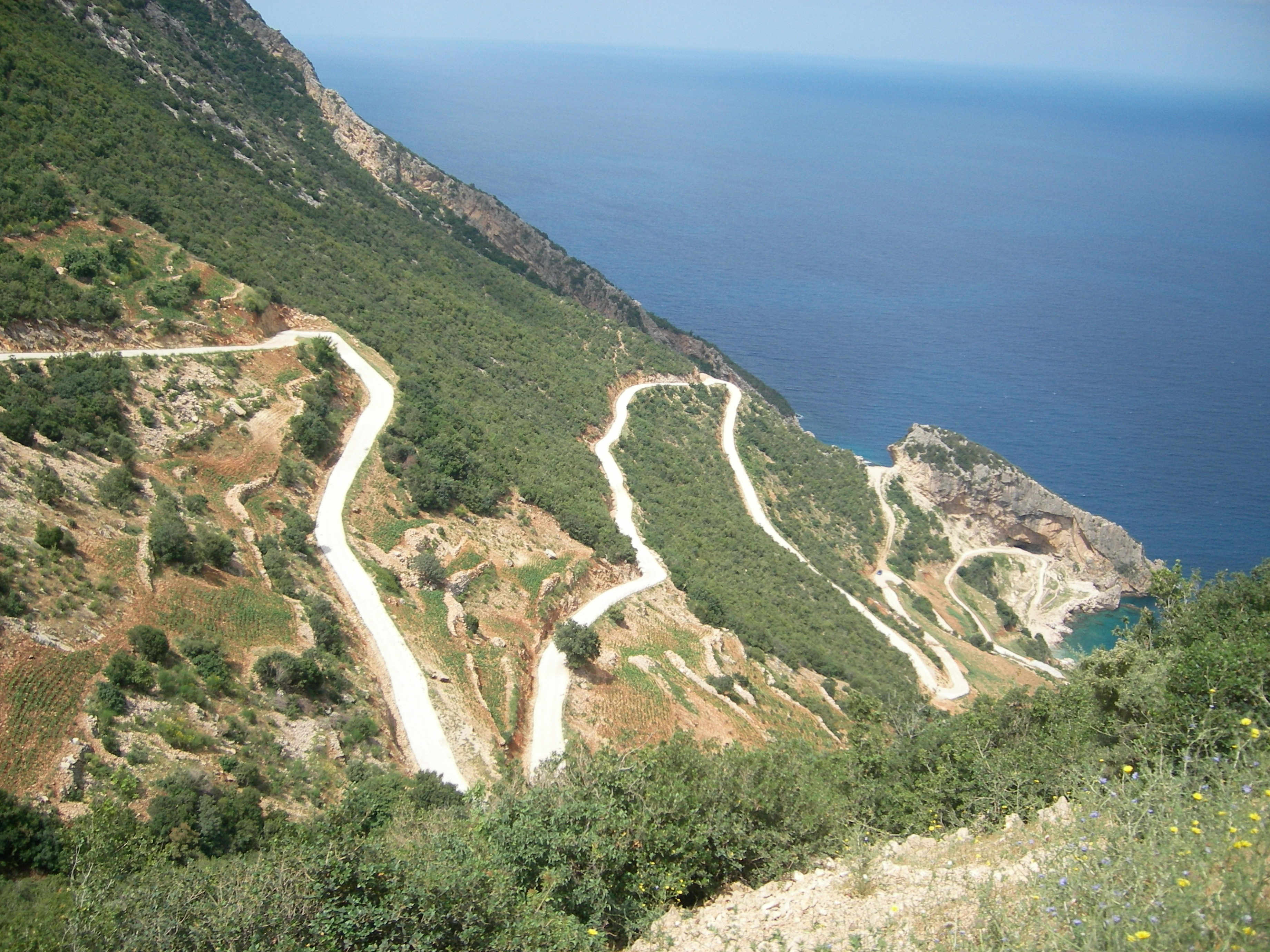

| Volkszählung | Volkszählung      | Volkszählung       | Volkszählung         |
| Jahr         | Kreis bevölkerung | städt. Bevölkerung | ländl. Anteil (in %) |
| ------------ | ----------------- | ------------------ | -------------------- |
| 1940         | 18.193            | 1.492              | 91,80                |
| 1945         | 18.369            | 1.427              | 92,23                |
| 1950         | 18.237            | 1.777              | 90,26                |
| 1955         | 18.720            | 2.027              | 89,17                |
| 1960         | 19.513            | 2.600              | 86,68                |
| 1965         | 20.217            | 2.841              | 85,95                |
| 1970         | 23.199            | 3.555              | 84,68                |
| 1975         | 24.409            | 4.471              | 81,68                |
| 1980         | 24.876            | 5.304              | 78,68                |
| 1985         | 26.342            | 6.432              | 75,58                |
| 1990         | 26.172            | 6.496              | 75,18                |
| 2000         | 27.654            | 7.717              | 72,09                |

| Bevölkerungsfortschreibung | Bevölkerungsfortschreibung | Bevölkerungsfortschreibung | Bevölkerungsfortschreibung |
| Jahr                       | Kreis bevölkerung          | Kreisstadt                 | ländlicher Anteil (in %)   |
| -------------------------- | -------------------------- | -------------------------- | -------------------------- |
| 2007                       | 22.989                     | 6.340                      | 72,42                      |
| 2008                       | 22.085                     | 6.305                      | 71,45                      |
| 2009                       | 22.465                     | 5.843                      | 73,99                      |
| 2010                       | 22.529                     | 6.471                      | 71,28                      |
| 2011                       | 22.582                     | 6.813                      | 69,83                      |
| 2012                       | 21.766                     | 6.814                      | 68,69                      |
| 2013                       | 28.610                     | 28.610                     | kein ländl. Anteil mehr    |
| 2014                       | 27.800                     | 27.800                     | kein ländl. Anteil mehr    |
| 2015                       | 27.347                     | 27.347                     | kein ländl. Anteil mehr    |
| 2016                       | 28.687                     | 28.687                     | kein ländl. Anteil mehr    |
| 2017                       | 28.954                     | 28.954                     | kein ländl. Anteil mehr    |
| 2018                       | 35.460                     | 35.460                     | kein ländl. Anteil mehr    |
| 2019                       | 37.000                     | 37.000                     | kein ländl. Anteil mehr    |
| 2020                       | 36.908                     | 36.908                     | kein ländl. Anteil mehr    |